# VDI Fachmedien
VDI Fachmedien ist ein deutscher Fachzeitschriftenverlag. Er wurde 1997 unter dem Namen Springer-VDI-Verlag als gemeinsames Unternehmen von Springer Verlag und VDI Verlag gegründet. Zum Jahreswechsel 2018/2019 übernahm der VDI Verlag zusätzlich alle von Springer Nature gehaltenen Anteile und benannte den Zeitschriftenverlag in VDI Fachmedien um.

## Publikationen
- Bauingenieur
- Gefahrstoffe – Reinhaltung der Luft
- HLH Lüftung/Klima, Heizung/Sanitär, Gebäudetechnik
- Konstruktion
- Lärmbekämpfung
- Logistik für Unternehmen
- Technische Sicherheit
- VDI-Z Integrierte Produktion
- VDI Energie + Umwelt (seit 2024, gemeinsamer Nachfolger BWK Energie und UmweltMagazin)